# Лестница в Ленинском саду
Лестница в Ленинском саду — самое раннее из сохранившихся произведений архитектуры советского периода в Казани, построена в 1924 году. Её автором является казанский архитектор Фёдор Павлович Гаврилов (1890—1926). С момента открытия на верхней площадке над лестницей был установлен памятник-бюст вождю Великой Октябрьской социалистической революции Владимиру Ильичу Ленину; в 1925 году вместо бюста была установлена статуя вождя, простоявшая здесь до 1977 года. С 2018 года лестница в Ленинском саду является объектом культурного наследия регионального значения.

## Территориальное расположение

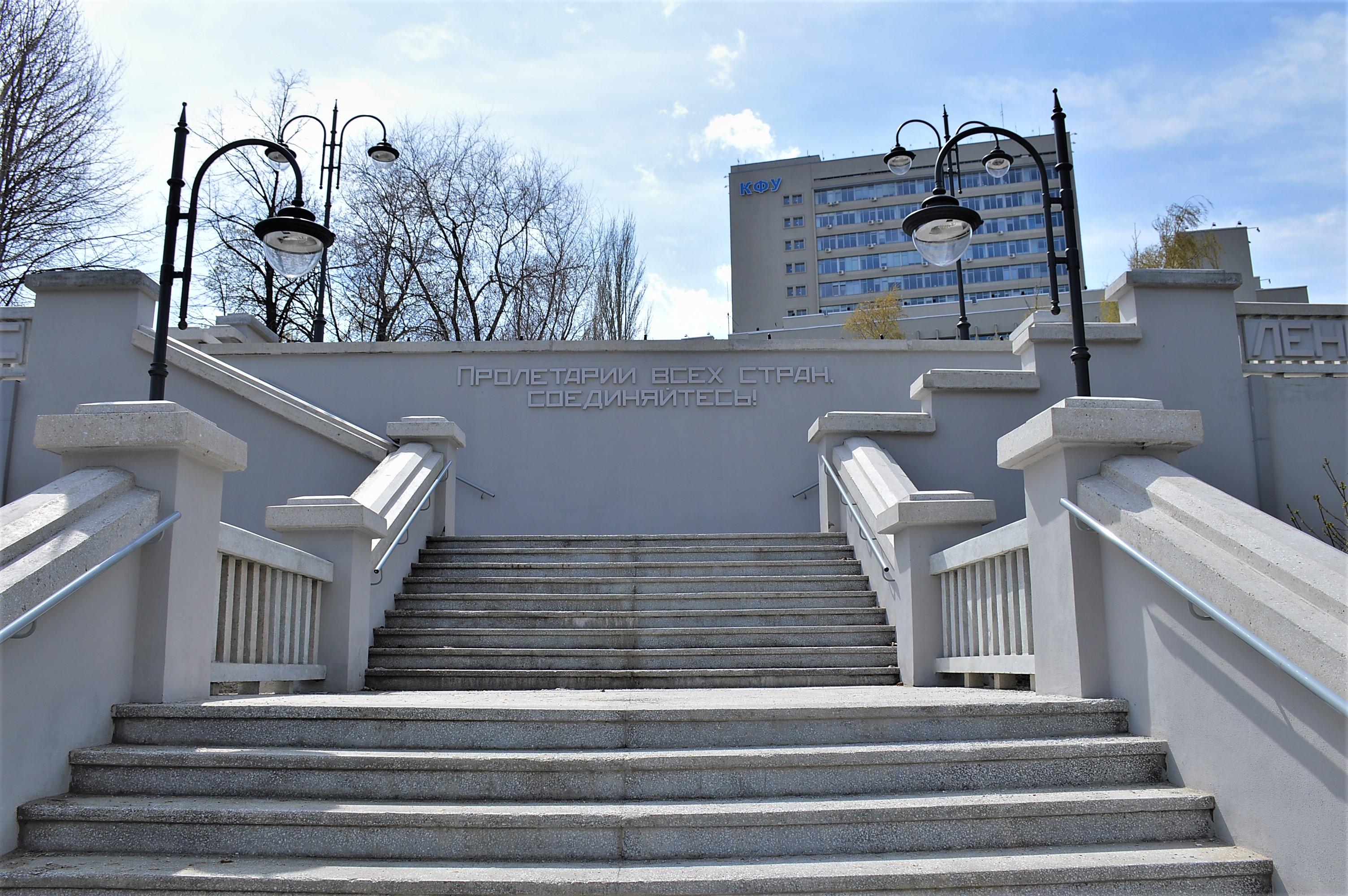
Лестничные марши в центральной части

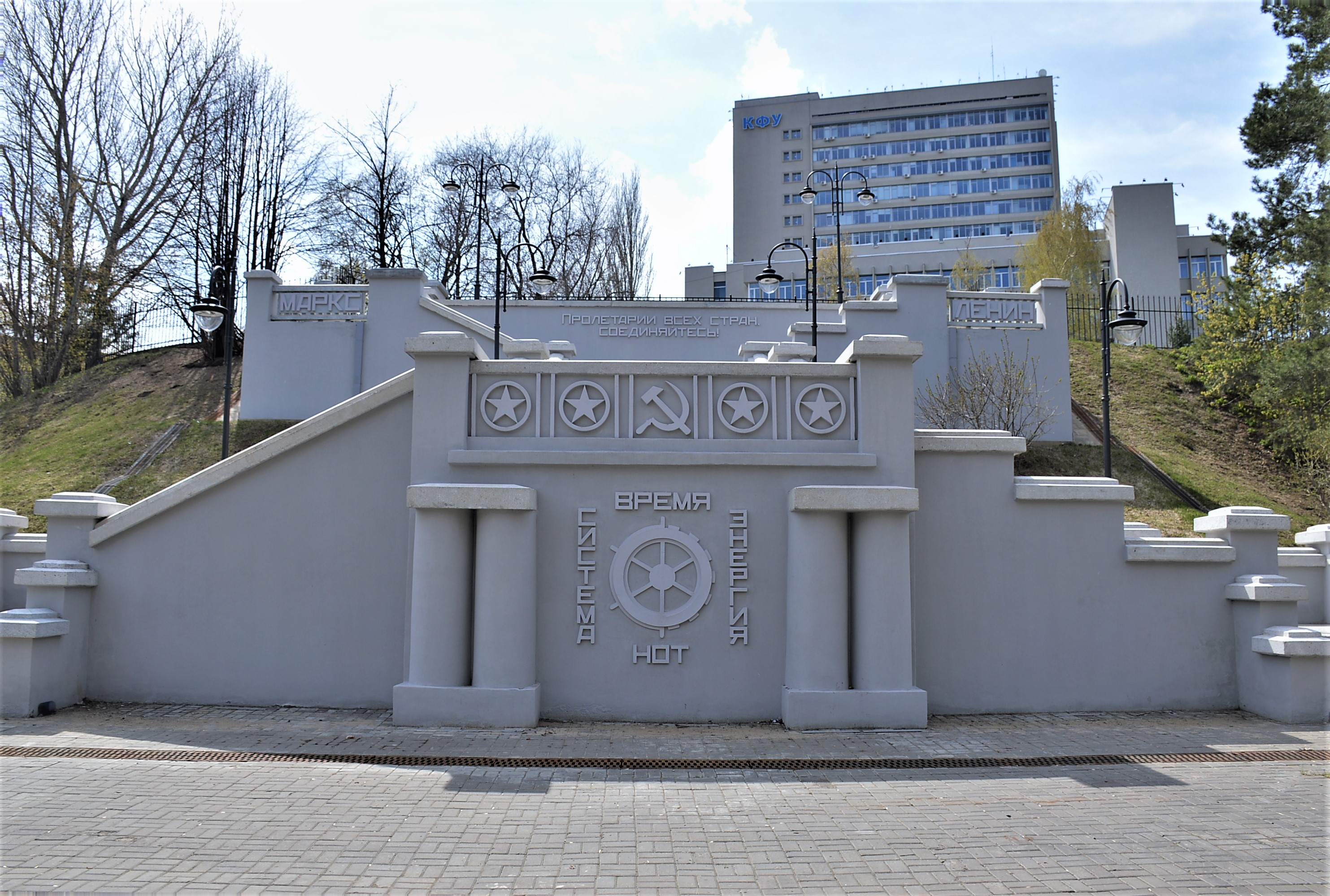
Оформление вертикальной стены лестницы на нижнем уровне

Лестница находится в центральной части Казани, на территории Вахитовского района, в южной части Ленинского сада. Она соединяет две территории, расположенные на разных высотах: в низине — Ленинский сад; на холме (на верхней террасе) — пространство бывшего Клинического сада, где в 1970-е годы возвели 17-этажный второй учебный корпус Казанского университета с пятиэтажным зданием Научной библиотеки имени Н. И. Лобачевского. В официальной документации Министерства культуры Республики Татарстан обе территории именуются нижней и верхней террасами Ленинского сада, но это ошибка, так как верхняя терраса является университетской территорией и не входит в состав указанного сада (согласно информации Дирекции парков и скверов города Казани, в ведении которой находится Ленинский сад, его территория включает только нижнюю террасу).

## Описание
Лестница в Ленинском саду представляет собой шестиярусное кирпичное сооружение, состоящее из двенадцати лестничных маршей с ограждениями в виде парапетов и балюстрад: четыре марша находятся в верхней части, четыре — в средней части (по два сдвоенных), четыре — в нижней части. В некоторых публикациях указывается наличие только пяти лестничных маршей — именно такое количество обозначено в проекте Ф. П. Гаврилова (расхождения, вероятно, объясняются различным понимаем данной конструкции).
Лестница имеет симметричную планировочную структуру, хотя отдельные её элементы отличаются асимметрией. В частности, парапеты, накрытые карнизными плитами, с левой стороны выполнены с наклоном, с правой стороны ступенчатые.
Лестница украшена рельефными надписями и эмблемами, отражающими коммунистическую идеологию. Подпорная вертикальная стена у верхнего яруса содержит надпись в две строки: ПРОЛЕТАРИИ ВСЕХ СТРАН, СОЕДИНЯЙТЕСЬ! — известный коммунистический лозунг, впервые появившийся в «Манифесте коммунистической партии» (1848). На вертикальной стене нижнего уровня изображена эмблема Научной организации труда (НОТ) — наполовину штурвал, наполовину шестерёнка, окружённая надписями: сверху — ВРЕМЯ, слева (вертикально) — СИСТЕМА, справа (вертикально) — ЭНЕРГИЯ, внизу — НОТ. Над эмблемой расположен орнаментальный ряд: с левой и правой сторон — по две пятиконечные звезды, в центре — серп и молот; все пять указанных элементов находятся в квадратных плакетках.
Лестница построена из красного керамического кирпича, облицована цементно-песчаной штукатуркой под покраску; декор, поручни, ограждения и ступени выполнены из мозаичного бетона. Внутри нижней части её конструкции изначально существовала кладовая для хранения хозяйственного инвентаря, о чём свидетельствовали входной проём и окно в виде ромба с равными углами — с левой стороны, и квадратное окно — с правой стороны; позже эти проёмы были заложены.
С точки зрения стилевого решения внешний облик лестницы в Ленинском саду определён как «стиль близкий архитектуре конструктивизма».

## История
Появление лестницы в Ленинском саду стало результатом увековечения памяти Владимира Ильича Ленина, скончавшегося 21 января 1924 года. Лестница стала архитектурной частью мемориального комплекса, главным элементом которого был памятник Ленину, установленный сначала в форме бюста (с 7 ноября 1924 года), а затем в виде статуи (с 25 июня 1925 года).

### Проект лестницы в Ленинском саду (1924)

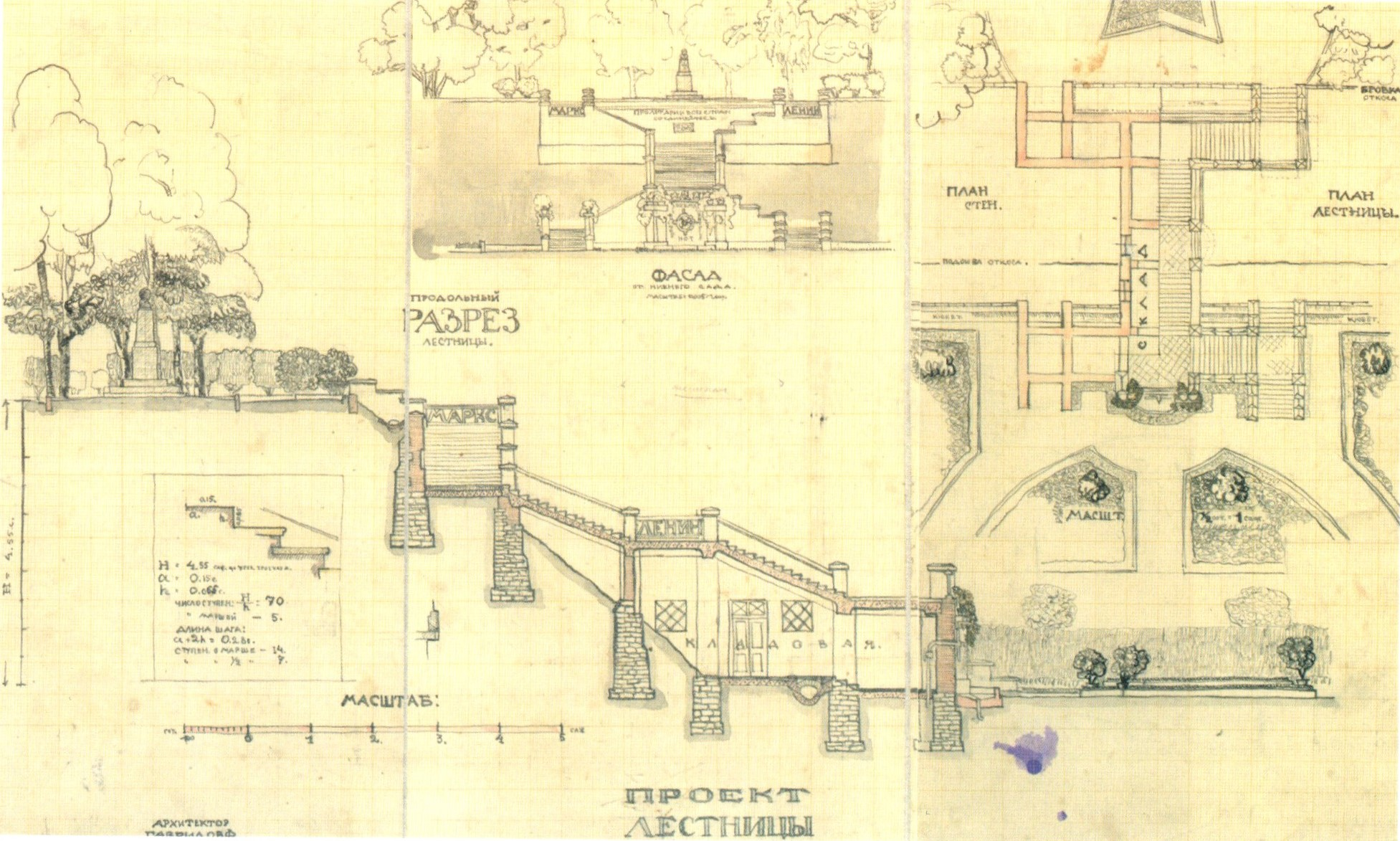
Проект лестницы в Ленинском саду архитектора Ф. П. Гаврилова, 1924 год (из архива С. П. Саначина)

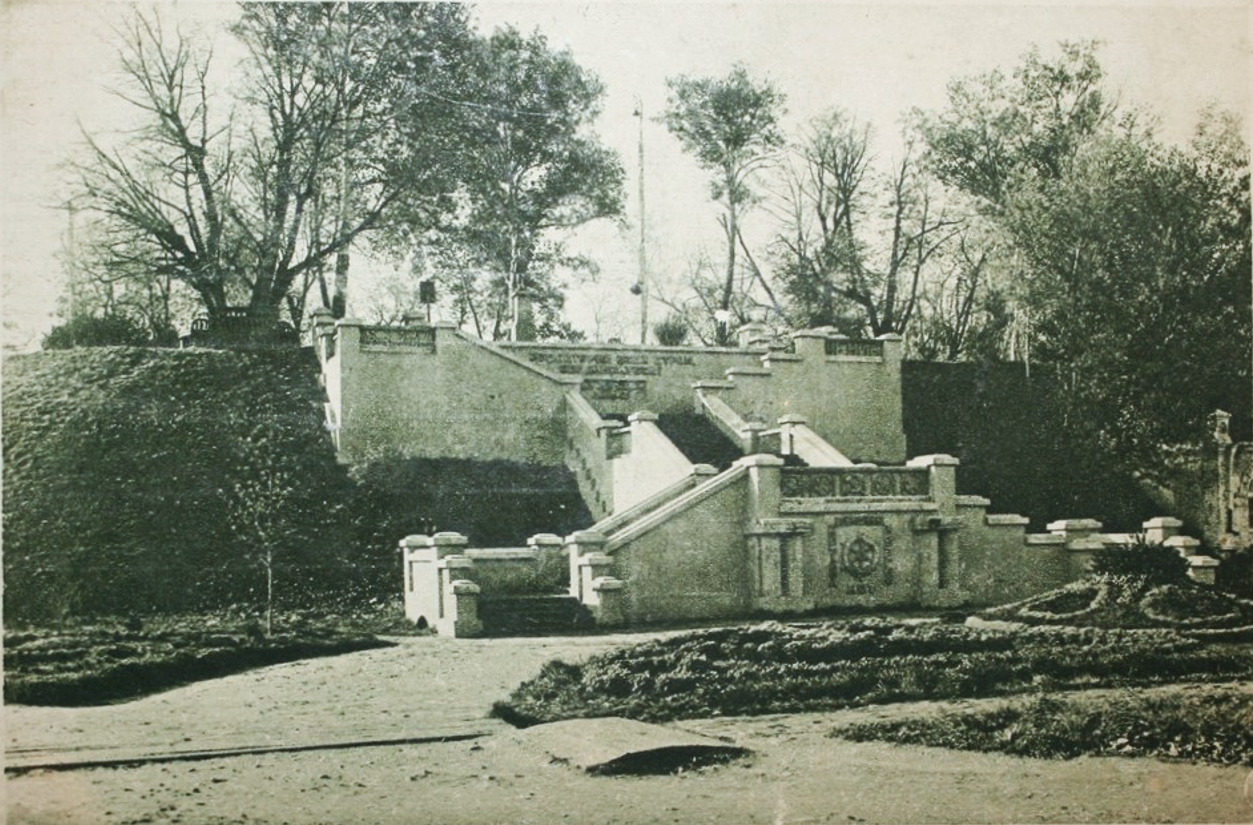
Лестница в Ленинском саду в 1920-е годы

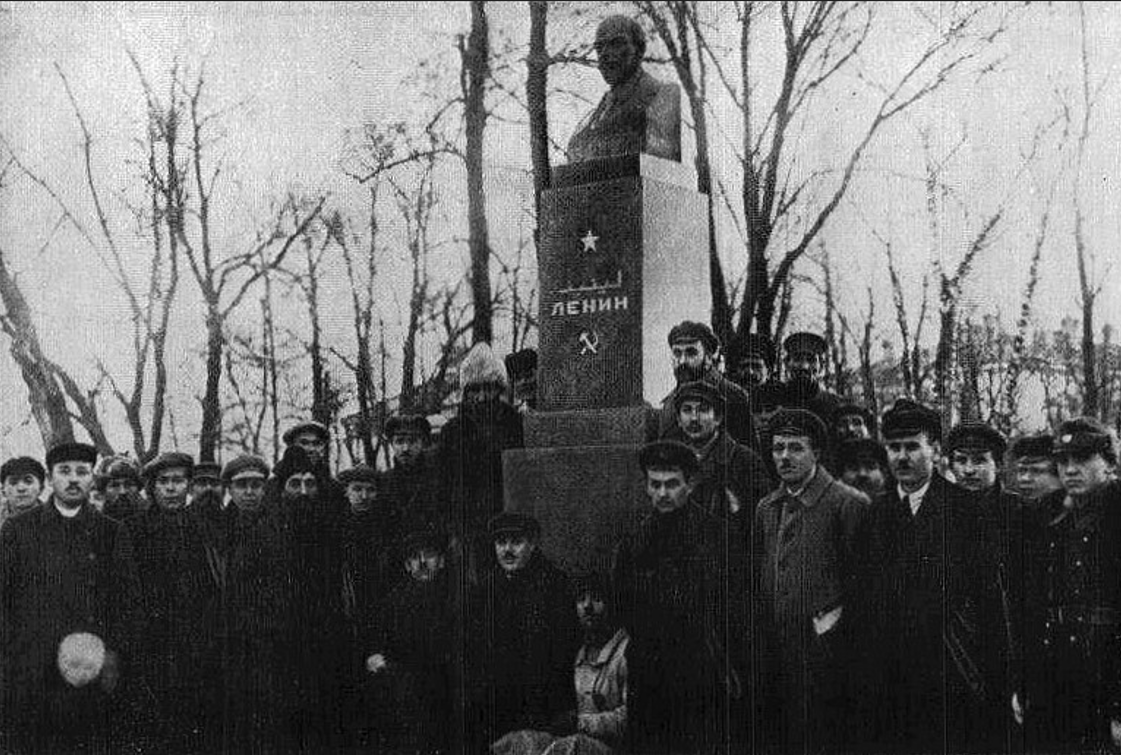
Открытие памятника-бюста В. И. Ленину над лестницей, 7 ноября 1924 года

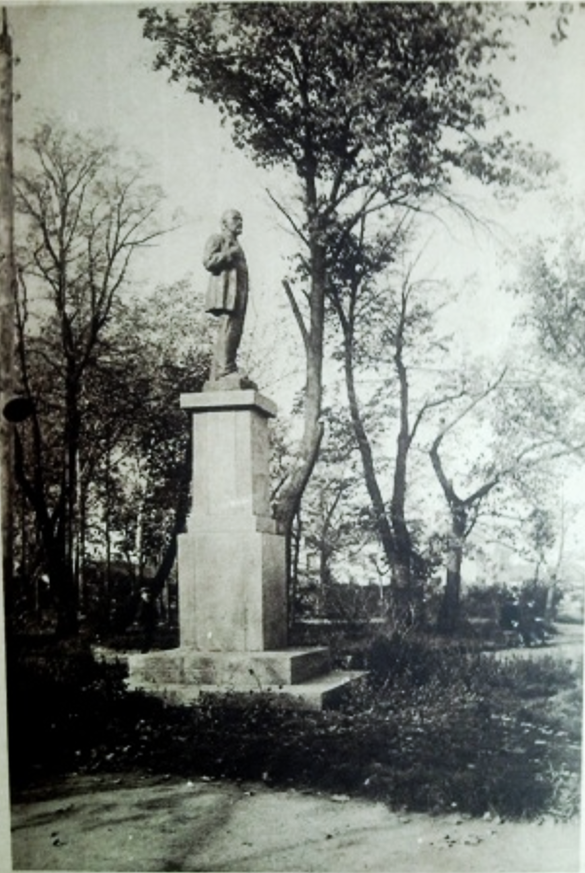
Памятник Ленину, установленный над лестницей в 1925 году

Уже через два дня после смерти Ленина республиканская Комиссия по организации траурной демонстрации признала необходимым установить в Казани памятник Ленину, который должен был стать «центром поклонения трудящихся Татарии его великой памяти». 26 января 1924 года постановлением Центрального исполнительного комитета (ЦИК) Татарской АССР была учреждена Центральная комиссия по увековечению памяти В. И. Ульянова-Ленина. Вскоре после этого в отделении Государственного банка был открыт счёт № 69 для сбора средств на создание памятника, на который стали поступать двухдневные и даже недельные заработки.
Дискуссия о том, каким должен быть памятник Ленину, развернулась в феврале 1924 года. Только за один месяц поступило около 200 предложений с различными вариантами памятника и местами его установки. В итоге было принято решение установить памятник Ленину на краю террасы Клинического сада, возвышавшейся над Садом имени тов. Ленина. Выбор этого места имел историческое обоснование: казанский историк Н. Ф. Калинин через газету «Красная Татария» дал разъяснение: «На высоком холме собиралось революционно настроенное студенчество, и, по воспоминаниям современников, на этом холме неоднократно бывал молодой Владимир Ульянов».
Под этот ландшафт руководителем Казанского художественно-технического института архитектором Ф. П. Гавриловым был разработан проект многоярусной лестницы, соединяющей оба сада, над которой возвышался пьедестал с памятником Ленину. Таким образом, памятник вождю становился доминирующим элементом более крупной архитектурной композиции. Этот проект был признан лучшим.
Одновременно Ф. П. Гаврилов вместе со студентами своего института предложил перепланировать и благоустроить оба сада как единую территорию под названием Ленинский сад.
Казанский архитектор и историк архитектуры, краевед С. П. Саначин утверждает, что, разрабатывая проект лестницы, Ф. П. Гаврилов вдохновлялся конкретным примером — павильоном Заусайлова, построенным в 1890 году для Казанской научно-промышленной выставки. Он располагался в относительной близости, на южной границе Державинского сада, на рельефе с уклоном, который преодолевался с помощью окаймляющей основной объём здания многомаршевой лестницы с глухими ступенчатыми парапетами.

### Памятник-бюст Ленину (1924)
Первым памятником Ленину, установленным над лестницей, стал бронзовый бюст вождя, торжественно открытый 7 ноября 1924 года.
Относительно причин установки бюста существуют разные мнения. С. П. Саначин утверждает, что «бюст был поставлен временно, так как бронзовую фигуру вождя, заказанную на ленинградском заводе „Красный выборжец“, вовремя не отлили».
Искусствовед Д. Д. Хисамова излагает иную причину. По её мнению, при рассмотрении вариантов пластического решения самого памятника возобладала идея простоты и скромности, присущие Ленину, как противовес величественным монументам царской России с их пышным убранством. В пластической форме такую идею наилучшим образом воплощал памятник в виде бюста.
Был объявлен сбор денежных средств, на которые был приобретён бронзовый бюст Ленина работы академика скульптора М. Я. Харламова (отлит на заводе «Красный выборжец» в Ленинграде), автора нескольких прижизненных скульптурных изображений вождя. «Этим работам в своё время была дана высокая оценка: „Бюст Ленина работы Академии художеств отличается не только абсолютным сходством, но и безупречно высокой художественностью его выполнения“, — отмечал в служебной записке уполномоченный Академии художеств К. В. Плец».
Приобретение бюста работы М. Я. Харламова ускорило процесс создания всего архитектурно-мемориального комплекса. В течение трёх недель работы были завершены и 7 ноября 1924 года бронзовый памятник-бюст Ленину вместе с лестницей был открыт (скульптура была установлена на гранитный пьедестал, стоявший на основании в форме пятиконечной звезды).

### Памятник Ленину (1925)
25 июня 1925 года, в день пятилетия образования Татарской АССР, был торжественно открыт новый памятник Ленину — статуя вождя работы Н. И. Шильникова. Его скульптуру установили над лестницей, на том же месте, где до этого находился ленинский бюст работы М. Я. Харламова, простоявший чуть больше семи месяцев. Такой короткий срок в определённой мере подтверждает точку зрения С. П. Саначина о временной установке бюста работы М. Я. Харламова, дальнейшая судьба которого остаётся неизвестной.
Памятник Ленину работы Н. И. Шильникова — первая статуя вождя в Казани и самая ранняя оригинальная (нетиповая) его скульптура из числа сохранившихся в городе. Она выполнена из бронзы и имеет бетонное наполнение. Уникальность этой скульптуры в том, что «скульптор Николай Шильников, ваяя образ Ильича, использовал данные Института мозга, проводившего обмеры тела Ленина после его смерти. Шильников в итоге добился абсолютного сходства. Высота скульптуры 164 сантиметра (точный рост вождя), скрупулёзно соблюдены все размеры и пропорции» (реальная высота скульптуры Ленина составляет 2 метра, но это с учётом толщины бронзового основания, на котором она стоит).
Памятник простоял над лестницей в Ленинском саду 52 года и в 1977 году был перенесён во двор школы № 4 имени В. И. Ленина в Школьном переулке (ныне — Катановский переулок). Здесь он был установлен на прямоугольный пьедестал высотой 3,1 метра, который своими формами в целом повторял пьедестал памятника в Ленинском саду.
По утверждению С. П. Саначина, перенос памятника Ленину во двор школы № 4 обосновали риском его повреждения во время строительных работ по возведению второго высотного учебного корпуса Казанского университета и здания Научной библиотеки имени Н. И. Лобачевского. Позже, когда строительство завершили, а казанская общественность подняла вопрос о возврате памятника Ленину на первоначальное место, против этого выступил главный архитектор города М. Х. Агишев. Начиная с 1979 года, с момента появления первой инициативы по возврату памятника (инициаторы — архитектор, историк архитектуры В. П. Остроумов и археолог А. Х. Халиков), М. Х. Агишев неоднократно препятствовал этой идее. Даже принятие в марте 1980 года постановления Совета Министров Татарской АССР «Об улучшении охраны и благоустройства памятных мест Казани, связанных с жизнью и деятельностью В. И. Ленина, и широкому использованию их в коммунистическом воспитании трудящихся», на основании которого позже началась реконструкция Ленинского сада, не помогло вернуть памятник Ленину на место. В течение 1980-х годов этот вопрос поднимался неоднократно, вплоть до 1987 года, когда отмечалось 100-летие студенческой сходки в Казанском университете, в которой молодой студент Володя Ульянов принимал участие, но безрезультатно. С исчезновением советской власти (1991) вопрос возврата памятника Ленину на изначальное место перестал быть актуальным.
Памятник Ленину работы Н. И. Шильникова простоял во дворе школы № 4 в Школьном переулке 39 лет. В 2006 году в ходе реконструкции школы его демонтировали и перенесли во двор Дома-музея В. И. Ленина (ул. Ульянова-Ленина, 58). В 2012—2015 годах в этом музее была проведена капитальная реконструкция, в рамках которой скульптура Ленина работы Н. И. Шильникова была отреставрирована (2014), после чего заняла место в вестибюле музея, став частью экспозиции.

### Лестница в Ленинском саду в советские и постсоветские годы

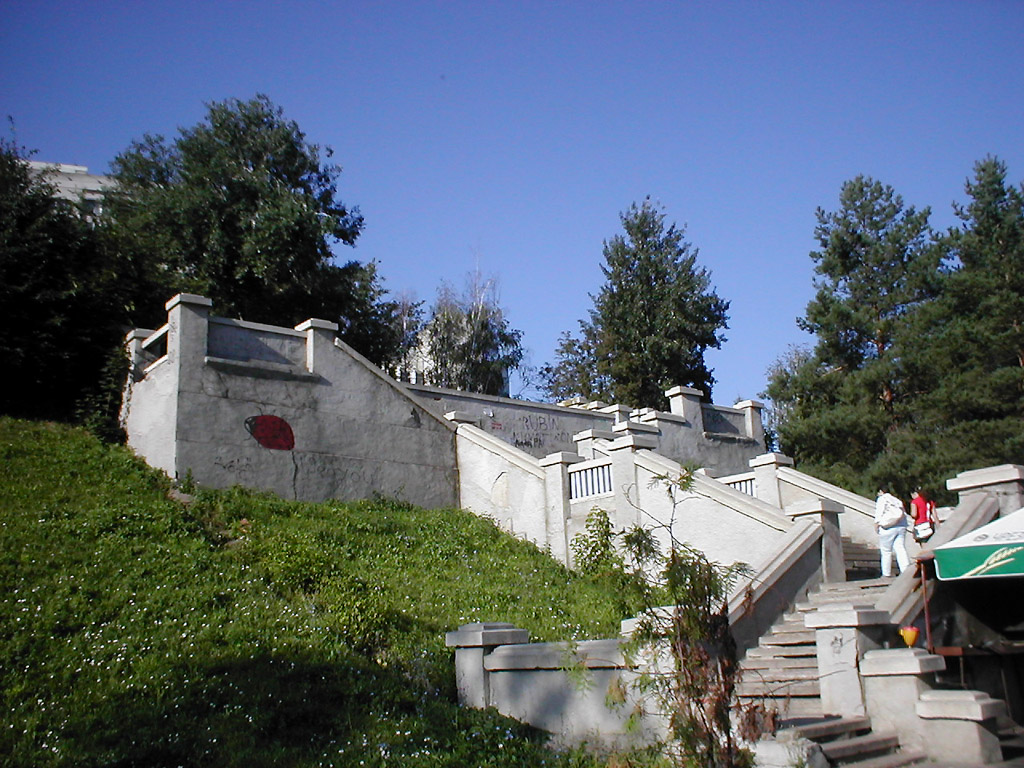
Лестница в 2011 году в состоянии упадка (справа заметен пивной лоток, стоявший у подножия лестницы)

Уже через 10 лет после строительства состояние лестницы в Ленинском саду внушало опасения. «В 1934 году казанские газеты писали, что она обветшала. В 1965 году она выглядела неплохо, но со временем понадобился очередной ремонт».
В 1980-х годах лестница была разобрана, так как пришла в упадок, но в 1987 году её реконструировали под руководством С. П. Саначина и Р. А. Султанова. Правда, заместитель министра культуры Татарстана С. Г. Персова, оценивая в 2018 году ту реконструкцию, отметила, что по её итогу декоративные элементы сохранились далеко не полностью.
В 1970-е годы по воскресным дням у лестницы в Ленинском саду собирались коллекционеры — филателисты и фалеристы. С 1990-х годов перед ней долгие годы стоял, закрывая нижнюю часть, пивной лоток казанского пивзавода «Красный Восток». В эти и последующие годы лестница постепенно ветшала, став объектом вандализма (имевшиеся с 1987 года декоративные элементы были утрачены, а стены оказались измазаны граффити).
В 2017—2018 годах лестница снова была реконструирована под руководством главного архитектора Татарского специализированного научно-реставрационного управления Рании Раимовой; в ходе этой реконструкции были восстановлены практически все элементы декора образца 1924 года. И тогда же, 14 февраля 2018 года, лестница была признана объектом культурного наследия регионального значения. Однако проведённые работы оказалась не очень качественными, поэтому в 2021 году лестницу снова отреставрировали.

### Памятник Конфуцию (2024)

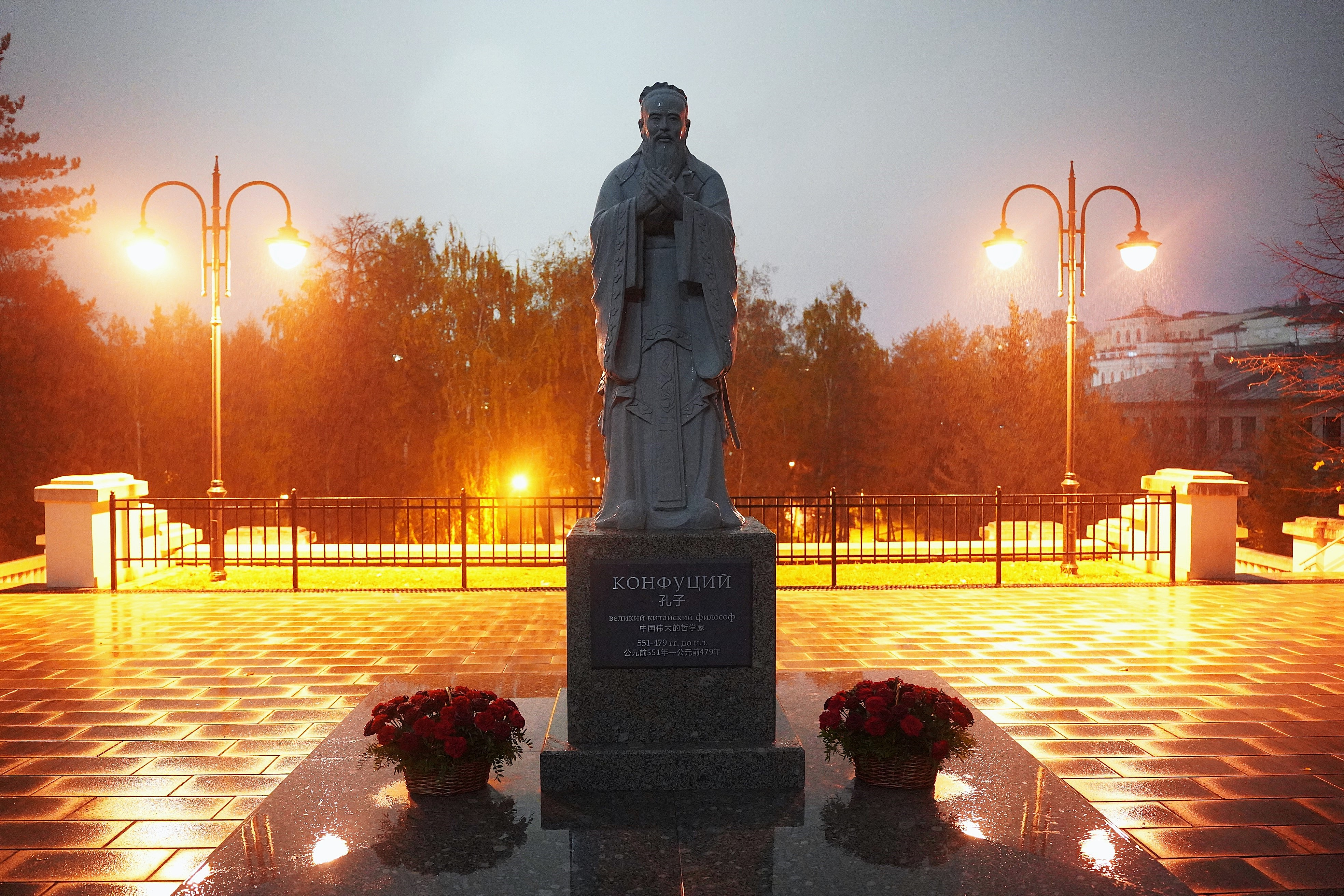
Памятник Конфуцию в 2024 году

Место над лестницей на верхней террасе, где в 1924—1977 годах стояли памятник-бюст Ленину работы М. Я. Харламова, затем статуя Ленина работы Н. И. Шильникова, пустовало 47 лет.
8 октября 2024 года, через 100 лет с момента открытия лестницы, на этом месте был установлен памятник древнему китайскому мыслителю Конфуцию. В отличие от прежних памятников Ленину, которые стояли лицом к лестнице и являлись частью единой с ней архитектурной композиции, памятник китайскому мыслителю повёрнут в противоположную сторону — в направлении Научной библиотеки имени Н. И. Лобачевского Казанского федерального университета.
Официальное открытие памятника Конфуцию состоялось 23 октября 2024 года и было приурочено к XVI саммиту БРИКС, проходившему в Казани, и 75-летию установления дипломатических отношений между Китаем и Россией.